# Zenkerella insignis
La zenkerella  (Zenkerella insignis Matschie, 1898) è un roditore della famiglia degli Anomaluridi, unica specie del genere Zenkerella (Matschie, 1898), diffuso nell'Africa centro-occidentale.

## Etimologia
L'epiteto generico è dedicato al botanico ed ornitologo tedesco Georg August Zenker, il quale catturò l'olotipo di questa specie nel Camerun.

## Descrizione

### Dimensioni
Roditore di piccole dimensioni, con la lunghezza della testa e del corpo tra 180 e 225 mm, la lunghezza della coda tra 165 e 180 mm, la lunghezza del piede tra 40 e 42 mm, la lunghezza delle orecchie tra 14 e 23 mm e un peso fino a 460 g.

### Caratteristiche craniche e dentarie
Il cranio è compatto e presenta un rostro breve e stretto, le arcate zigomatiche sottili e curvate verso l'esterno e i fori infra-orbitali grandi ed ovali. Le ossa pre-mascellari sono profonde. La superficie posteriore di ogni incisivo superiore presenta un incavo superficiale. Il primo e secondo molare superiore sono più grandi del premolare e del terzo molare superiore.
Sono caratterizzati dalla seguente formula dentaria:

### Aspetto
La pelliccia è soffice e densa. Le parti dorsali sono grigie, mentre quelle ventrali sono più chiare. La testa è grande e grigia, le orecchie sono grandi, prive di peli e con la punta arrotondata. È privo del patagio. Le vibrisse sono lunghe e nere. Gli arti sono brevi, dello stesso colore del dorso, talvolta con delle tinte giallo-brunastre. La coda è poco più corta della testa e del corpo, sono presenti due file di sette scaglie ciascuna alla base ventrale della coda, la quale è ricoperta di peli nerastri che diventano sempre più lunghi verso l'estremità.

## Biologia

### Comportamento
È una specie arboricola e terricola. Probabilmente è diurna sebbene sia stata osservata di giorno rifugiarsi in cavità degli alberi.

### Alimentazione
Si nutre probabilmente di parti vegetali.

## Distribuzione e habitat
Questa specie è diffusa nel Camerun meridionale, Guinea Equatoriale, Repubblica del Congo e Repubblica Centrafricana. Probabilmente è presente anche nel Gabon settentrionale e nella Nigeria orientale.
Vive nelle foreste pluviali, probabilmente nella volta forestale sebbene possa scendere a terra. È stata osservata anche nelle foreste semi-decidue vicino alle savane.

## Conservazione
La IUCN Red List, considerato il vasto areale e l'habitat esteso, classifica Z.insignis come specie a rischio minimo (Least Concern).